# Neftçi-2
Neftçi-2 je azerbajdžanski nogometni klub iz Bakua. Neftçi-2 se trenutačno natječe u Azerbajdžanskoj prvoj ligi. Neftçi-2 je rezervna momčad kluba Neftçi Bakua koji se trenutačno natječe u Azerbajdžanskoj Premier ligi.

## Povijest
Klub je osnovan 2018. godine te se od tada natječe u Azerbajdžanskoj prvoj ligi.

## Vanjske poveznice
- Službena web stranica  Arhivirana inačica izvorne stranice od 5. rujna 2019. (Wayback Machine)
- PFL  Arhivirana inačica izvorne stranice od 30. travnja 2019. (Wayback Machine)